# Eremopterix nigriceps

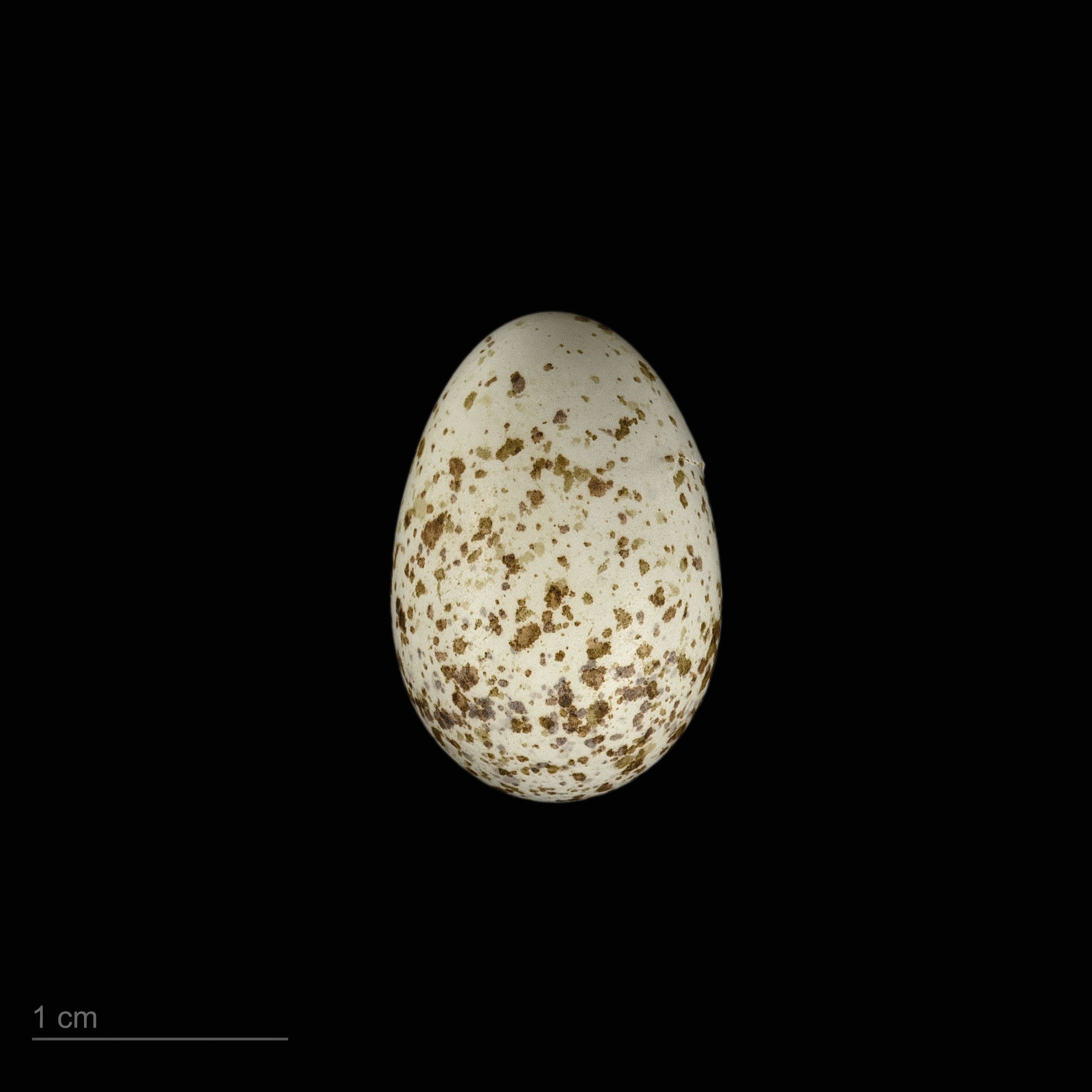
Eremopterix nigriceps nigriceps - (MHNT)

Pastor-de-coroa-preta ou pastor-de-cabeça-negra (Eremopterix nigriceps) é uma espécie de cotovia da família Alaudidae.
Pode ser encontrada nos seguintes países: Burkina Faso, Cabo Verde, Chade, Djibouti, Egipto, Eritreia, Etiópia, Índia, Irão, Iraque, Israel, Jordânia, Kuwait, Mali, Mauritânia, Níger, Nigéria, Omã, Paquistão, Arábia Saudita, Senegal, Somália, Sudão, Emirados Árabes Unidos e Iémen.
Os seus habitats naturais são: savanas áridas.